# 满月

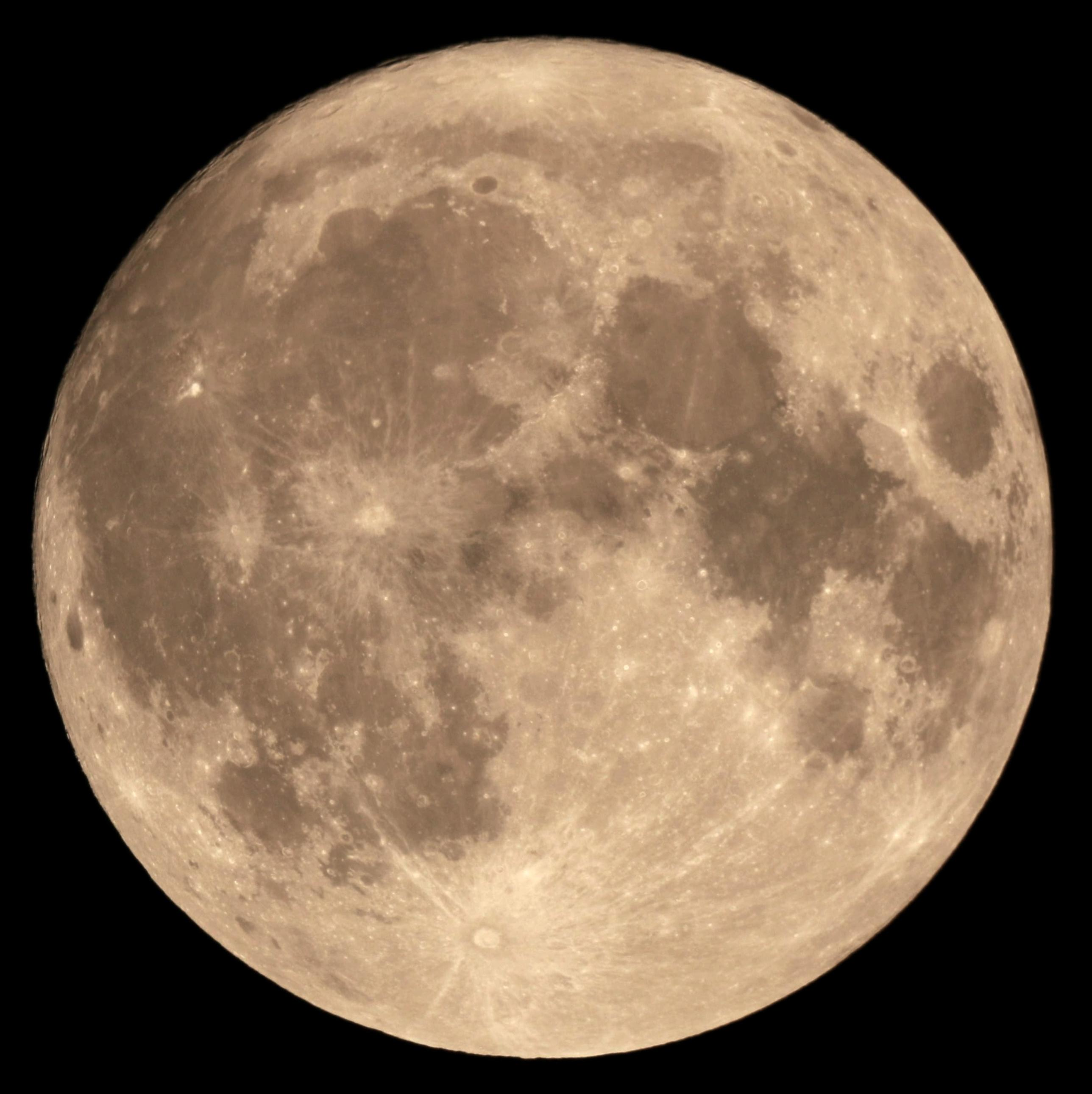
2016年11月14日的超級月亮，其與地球中心的距離為356511 km，是自1948年以來最接近地球的一次，此後在2034年之前都不會比這更接近。但超級月亮這種情況每年都會發生，下一個超級月亮是2022年7月14日。

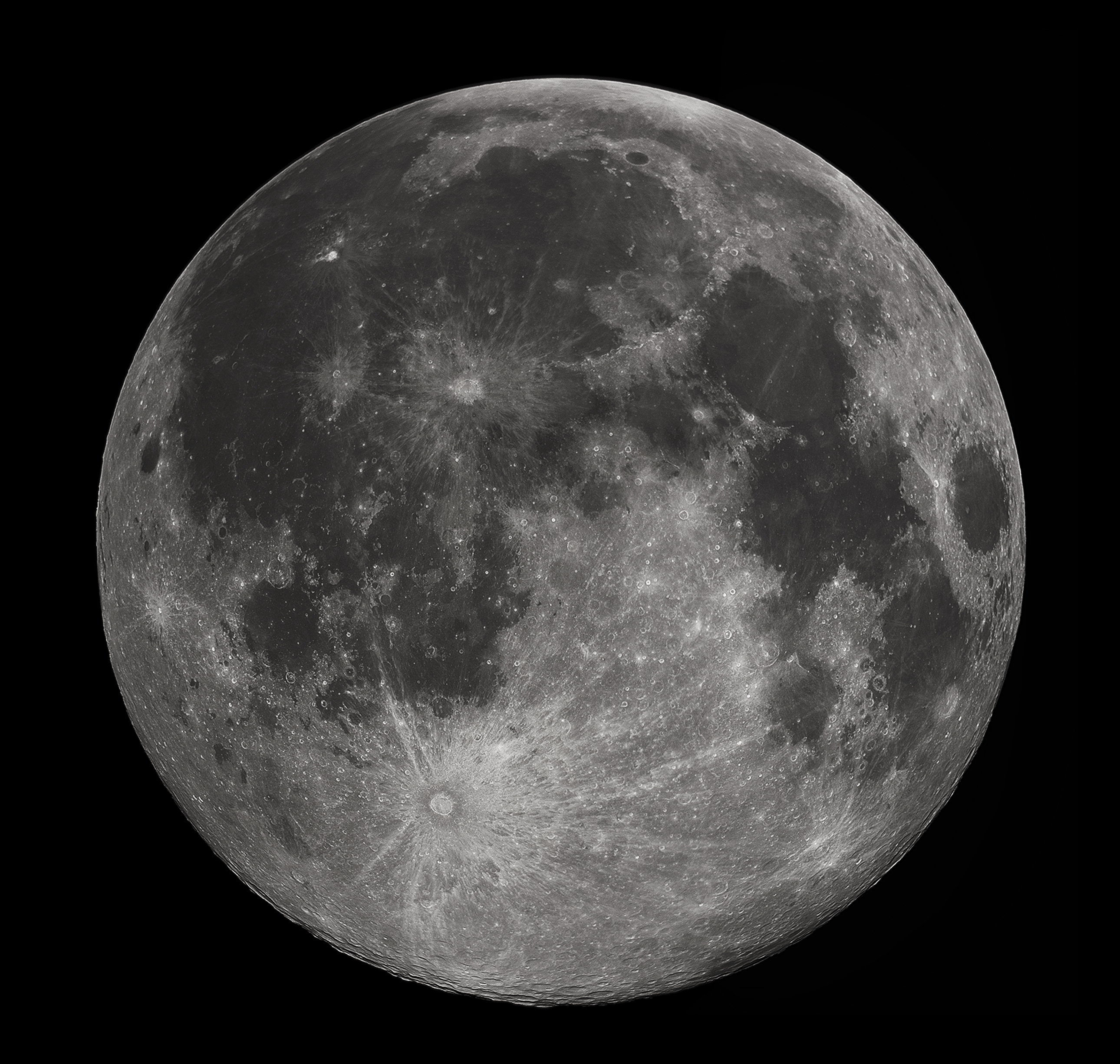
2010年10月22日當天，通過9.25 in施密特-卡塞格林望遠鏡看到的滿月。這次滿月接近其黃道緯度的最北端（或月球最偏北），因此月球南部的隕石坑特別突出，並且從地球上可以看到陰影。

滿月也稱為望月，是指從地球的視角看月球完全被陽光照亮時的月相，然而在沒有月食的情况下仍然會有一些暗區。當地球位於太陽和月亮之間時（太陽和月亮的黃道經度相差180°），就會發生這種情況。這意味著面向地球的月球半球正面完全被陽光照射並呈現圓盤形。 滿月大約每月發生一次。
從一次滿月至下一次滿月，即同一相位重複再現的時間間隔平均約為29.53天，也就是一個朔望月。因此，在那些每月從新月開始的農曆中，滿月通常落在朔望月的第14天或第15天。因為一個行事曆月由整數天組成，所以農曆中的一個月的長度可能有29天或30天。
满月的时候，月球和太阳分别在地球的两侧。若此时为正对面，即发生月食。满月的周日运动，和春秋、冬夏相反的太阳的周日运动几乎一样。日没时升起，在午夜时其高度角达到最大，在日出时沉没。北半球夏季的时候，中国大部分地区可以看见其从东南方向升起，低平的位置横穿南方的夜空。冬季的时候偏北，南中时分的满月在夜空的较高位置。春分与秋分时候从正东附近升起，在正西附近落下。

## 望日
當月球和太陽黃經相差180°，是日稱為望，在地球上可以看到滿月。《釋名》：「月滿之名也，月大十六日，小十五日。日在東，月在西，遙相望也。」
于阴阳历中，每月的十五日前后必定为满月。因此于农历中将十五日称为望。藏曆規定每月十五為望，所以初一可能並不是朔。伊斯蘭曆規定新月初見為每月的第一天，所以望可能在每月的第十二、十三日。
满月经常成为鉴赏的对象，自古就有赏月活动。特别是秋季的满月非常美丽，农历八月十五日称为“中秋节”，中国、日本、韩国等地都有特别的赏月活动。以此为题材的文学作品更是数不胜数。

## 特性
儘管從地球上看其相位不斷變圓或虧缺，滿月通常被認為是持續一整晚的事件，但實際上只有在變圓開始與結束的瞬間才是滿月。對於任何給定的位置，這些真正的滿月中大約有一半是可見的，而另一半發生在白天，也就是說此刻的滿月在地平線之下。
許多年曆書不僅按日期列出滿月，而且還按其確切時間列出滿月，通常以協調世界時（UTC）為單位。當為不同的時區製作包括月相的典型月曆時，可能會有一天的日期偏移。
滿月時因為陰影消失了，通常是不適合觀測月球的時間。對其它的觀測也是很糟糕的時期，因為被月球反射的太陽光非常明亮，被衝日浪放大，然後是炫耀過許多恆星。
2008年12月12日的滿月，對地球來說是比過去15年的任何時間更靠近。這在大眾媒體中被稱為超級月亮。
2011年3月19日，又發生了一次滿月比過去18年的任何時候都更接近地球的“超級月亮”。
2016年11月14日，又有一場滿月的「超級月亮」；這一次，它比過去68年的任何時候都更接近地球。

### 公式
特定的滿月日期和大致時間（假設是圓形軌道）可以通過以下公式計算：
{\displaystyle d=20.362000+29.530588861\times N+102.026\times 10^{-12}\times N^{2}}
此處的“d”是自 2000 年 1 月 1 日 00：00：00 以來，在天文學 星曆表中使用的 地球時 尺度的天數；對於 世界時 （UT），將以下近似更正添加到“d”：
{\displaystyle -0.000739-(235\times 10^{-12})\times N^{2}} days
其中“N”是自2000年第一個滿月以來的滿月數。由於月球軌道的非圓形性，滿月的真實時間可能與這個近似值相差約14.5小時。 有關公式及其參數的說明，請參閱新月。
滿月的月齡和表觀大小在大約14個朔望月的週期中變化，這被稱為滿月週期。

### 月食

三重奏之夜：滿月，超級月亮，月食，2022年5月16日月食，在加利福尼亞州爾灣上空的月全食期間的滿月。

當月球進入地球的陰影時，會發生月食。在此期間，由於藍色波長的瑞利散射和太陽光通過地球大氣層的折射，月球的全部或部分表面可能呈現紅色。 月食只發生在滿月期間和它的軌道穿過黃道附近的點，屆時衛星會穿過行星的陰影，這也是月球唯一一次的絕對滿月。因為月球的軌道相對於地球的黃道平面是傾斜5.145°；因此月食不會每個月發生，通常滿月會經過地球陰影的北部或南部，這主要局限於這個參考平面。只有當滿月發生在軌道交點（升交點或降交點）周圍時，月食才會發生。因此，月食大約每六個月發生一次，並且通常在日食之前或之後的兩周，這發生在相對交點周圍的新月期間。

## 在民間傳說和傳統中

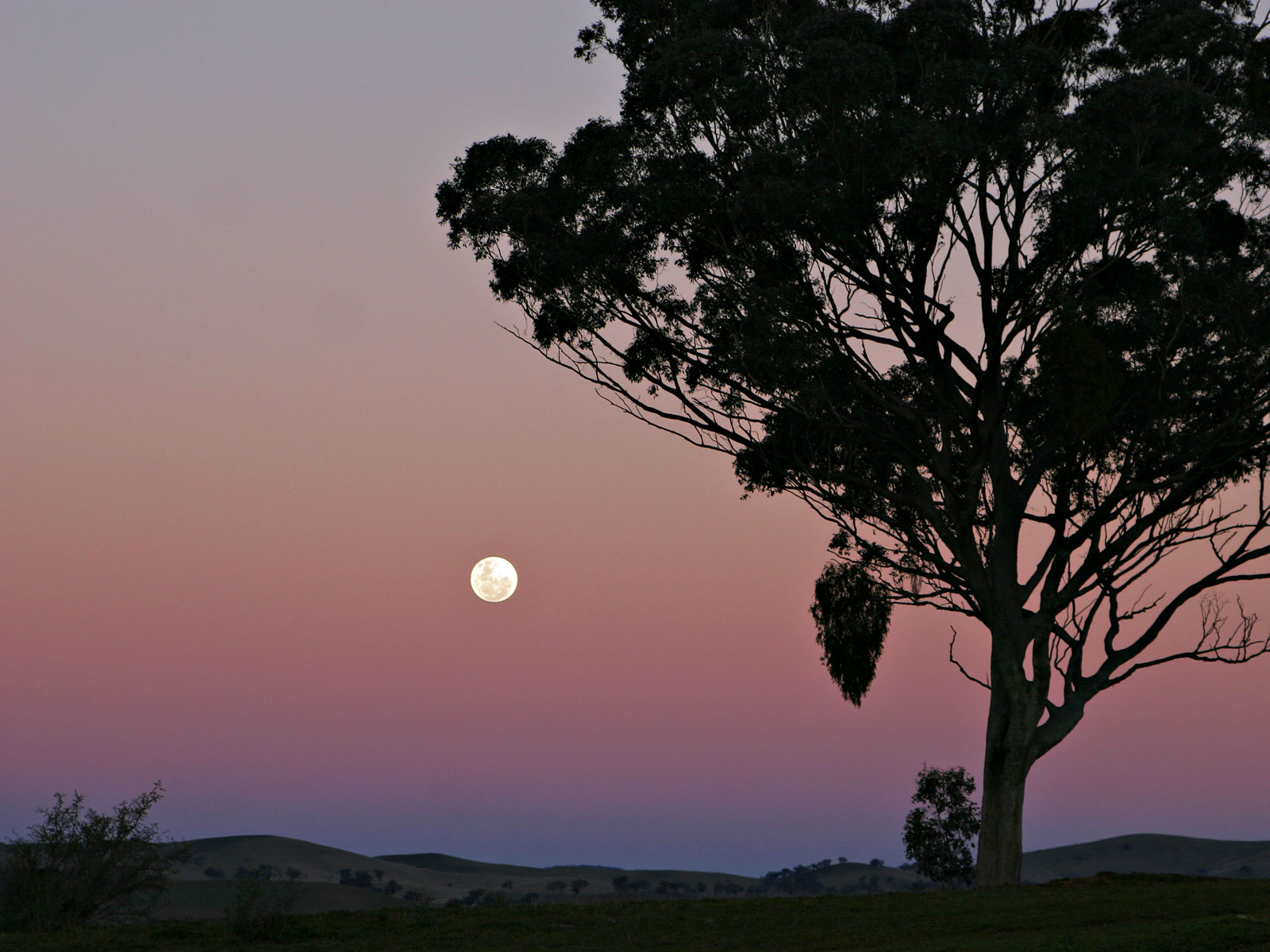
透過金星帶看到升起的滿月。

滿月傳統上與失眠（無法入睡），精神錯亂（因此術語“瘋癲”和“瘋狂的”）和各種“神奇現象”有關，例如狼人。他們發現研究結果通常不一致，一些顯示出積極的影響，而另一些則顯示出消極的影響。《英國醫學期刊》曾經在2000年12月23日出版那一期發表了關於英格蘭和澳大利亞醫院被狗咬傷的兩項研究。對布拉德福德皇家醫院的研究發現，在滿月期間，狗咬傷的幾率是平常的兩倍，而澳大利亞公立醫院進行的研究發現，它們的相關性較小。

三相女神的象徵。

三相女神的象徵是用中央滿月的圓形圖像繪製的，兩側是朝左和和朝右的眉月，代表少女，母親和克隆本尊。

### 滿月名稱
從歷史上看，月份名稱是月亮曆中月亮（月亮，不一定是滿月）的名稱。自從羅馬帝國引入太陽曆的儒略曆，以及後來在世界範圍內引入公曆以來，人們不再將“月亮”名稱視為月份名稱。傳統的古英語月份名稱與早期儒略曆的名稱等同起來（不久之後基督教化，根據比德在西元700年左右的證詞）。
有些滿月在日後有了新的名稱，如「藍月」，以及秋天滿月的「收穫月」（一年中最接近秋分的满月）和「狩獵月」（收获月之后的第一个满月）。
月食只在滿月時發生，並且通常會在月球正面造成微紅色。在流行文化中，這個滿月被稱為血月。

#### 收穫月和狩獵月

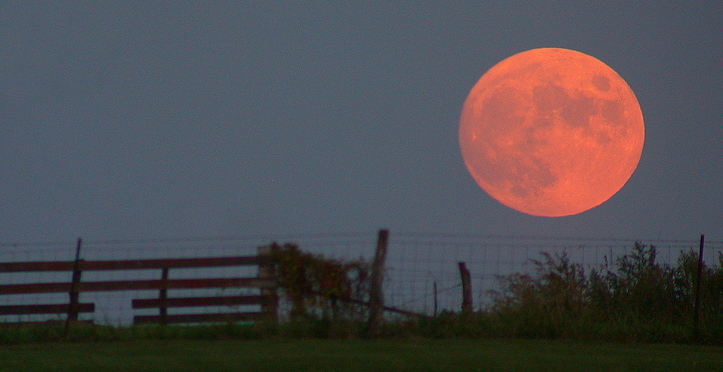
收穫月。它的橙色是由於月球出現在地平線上方時會產生更大的瑞利散射，而不是收穫月所特有的。

收穫月是出現在最接近秋分及秋分點時的滿月，亦被稱為大麥月（Barley moon）、玉米滿月（Full corn moon）、酒月（Wine moon）、吟唱月（Singing moon）、麋鹿吼月（Elk call moon）等，其容易和狩獵月混淆。
狩獵月（也稱為狩月或血月）是收穫月之後的第一個滿月，之所以被命名為狩獵月，是因為此際明亮的月光是北歐的獵人射殺遷徙的候鳥的理想時機；同樣的名稱也被美洲原住民使用，因為它們可以利用秋天的月光跟蹤以及獵殺他們的獵物，以在冬季來臨前儲備所需要的食物。
在美洲的神話和民間傳說中，每個滿月都有自己的名字，各地有各自不同的稱呼，下面列出的是在近代的美國流傳範圍最廣的名稱： 
- 一月 － 狼月（Wolf moon）[19]、飢餓月（Hunger moon）、老月（Old moon）
- 二月 － 雪月（Snow moon）[19]、冰月（Ice moon）
- 三月 － 蠕蟲月（Worm moon）[19]、樹液月（Sap moon）、糖月（Sugaring moon）、鴉月（Crow moon）、風暴月（Storm moon）
- 四月 － 粉紅月（Pink moon）[19]、蛋月（Egg moon）、草月（Grass moon）、雨月（Rain moon）、生長月（Growing moon）
- 五月 － 花卉月（Flower moon）[19]、種植月（Planting moon）、奶月（Milk moon）、野兔月（Hare moon）
- 六月 － 草莓月（Strawberry moon）[19]、玫瑰月（Rose moon）、蜂蜜月（Honey moon）、蜂蜜酒月（Mead moon）
- 七月 － 雄鹿月（Buck moon）[19]、雷鳴月（Thunder moon）、鹿月（Deer moon）、飼草月（Hay moon）
- 八月 － 鱘魚月（Sturgeon moon）[19]、玉米月（Corn moon）、果實月（Fruit moon）、大麥月（Barley moon）
- 九月 － 收穫月（Harvest moon）[19]、大麥月（Barley moon）、玉米滿月（Full corn moon）、酒月（Wine moon）、吟唱月（Singing moon）、麋鹿吼月（Elk call moon）
- 十月 － 狩獵月（Hunter's moon）[19]、樂觀月（sanguine moon）、血月（Blood moon）
- 十一月 － 河狸月（Beaver moon）[19]、霜凍月（Frosty moon）、雪月（Snow moon）
- 十二月 － 寒月（Cold moon）、長夜月（Long Night moon）[19]、冬月（Winter moon）